# Harvestehuder THC
Harvestehuder THC (celým názvem: Harvestehuder Tennis und Hockey-Club e. V.) je německý sportovní klub, který sídlí v Hamburku. Založen byl v roce 1891 pod názvem Harvestehuder LTC. V roce 1919 došlo k fúzi s Harvestehuder HC. Oddíl ledního hokeje byl založen v roce 1936. Největším úspěchem oddílu pak byla jednoroční účast v Eishockey-Oberlize, tehdejší německé nejvyšší soutěži v ledním hokeji. Oddíl zanikl v roce 1954. Klubové barvy jsou černá a žlutá.
Mimo zaniklý oddíl ledního hokeje má / měl sportovní klub i jiné oddíly, mj. oddíl pozemního hokeje, tenisu a lakrosu. Pozemní hokejisté vyhráli v roce 2014 evropskou pohárovou soutěž Euro Hockey League.

## Historické názvy
Zdroj: 
- 1891 – Harvestehuder LTC (Harvestehuder Lawn-Tennis-Club)
- 1919 – fúze s Harvestehuder HC ⇒ Harvestehuder THC (Harvestehuder Tennis und Hockey-Club e. V.)

## Přehled ligové účasti (oddíl ledního hokeje)
Zdroj: 
- 1950–1951: Eishockey-Oberliga (1. ligová úroveň v Německu)